# تاريخ اليابان العسكري
يمتد تاريخ اليابان العسكري لفترة زمنية شاسعة تتجاوز ثلاثة آلاف سنة انطلاقًا من عصر جومون في عام 1000 قبل الميلاد وحتى اليوم الحاضر. يتميز تاريخ اليابان العسكري بفترة طويلة من حروب العشائر حتى القرن الثاني عشر الميلادي، وتبعتها فترة من الحروب الإقطاعية التي بلغت ذروتها في عهد الحكومات العسكرية التي عُرفت بالشوغونات. حكمت الطبقة العسكرية اليابان مع الشوغونات منذ عام 1192 وحتى عام 1868. كان محاربوا الساموراي والشوغونات على مقربة من قمة الهرم الاجتماعي الياباني، ولم يعلوهم سوى طبقة النبلاء الأرستقراطية. آلت سياسة ساكوكو إلى منع الأجانب من دخول اليابان انطلاقًا من عام 1641 وحتى عام 1853. تحولت اليابان من الحكم العسكري إلى الحكم الإمبريالي في القرن التاسع عشر عقب وصول بعثة الأميرال بيري إلى اليابان وصعود الإمبراطور ميجي. تأثرت اليابان في تلك الفترة بالقوى الاستعمارية الغربية والإمبريالية الغربية في آسيا، ما أدى إلى تفشي الإمبريالية اليابانية والاستعمار الياباني حتى هزيمة اليابان في الحرب العالمية الثانية. وفي عام 1947 اعتمدت اليابان دستورًا جديدًا يحظر عليها شن الحروب على الدول الأخرى في موضع هجوم، ما أدى إلى إنشاء قوات الدفاع الذاتي اليابانية. يقتضي التحالف الأمريكي الياباني على الولايات المتحدة حماية اليابان وتولي مهامها الدفاعية. في عام 2015، أُعيد تفسير الدستور ليسمح لليابان بالدفاع المشترك عن حلفائها. وفي الوقت الحاضر تمتلك اليابان رابع أقوى جيش في العالم.
تألفت قوات الدفاع الذاتي اليابانية من قوات الدفاع الذاتي البرية والبحرية والجوية اعتبارًا من عام 1954. رئيس وزراء اليابان هو ذاته القائد العام لجيش الدفاع الياباني. تتسلسل قيادة الجيش الياباني من رئيس الوزراء إلى وزير الدفاع الياباني. ويستشير كلٌ من رئيس الوزراء ووزير الدفاع رئيس الأركان الذي يرأس بدوره هيئة الأركان المشتركة (統合幕僚監部). رئيس أركان الجيش الياباني هو صاحب أعلى رتبة في قوات الدفاع اليابانية، وهو رئيس القيادة التشغيلية في الجيش الياباني الذي ينفذ أوامر وزير الدفاع تحت إشراف رئيس الوزراء.

## قبل التاريخ
كشفت بعض الآثار عن بعض آثار المعارك في فترة جومون (10000 ق.م. - 300 ق.م.) بين القبائل المختلفة. ويعتقد بعض علماء التاريخ أنه في فترة يايوي (300 ق.م. 250 م) جاء بعض الفرسان من شبه الجزيرة الكورية إلى اليابان وغزوا جزيرة كيوشو وانتشروا في أرجاء اليابان حتى هونشو.

## العصور القديمة

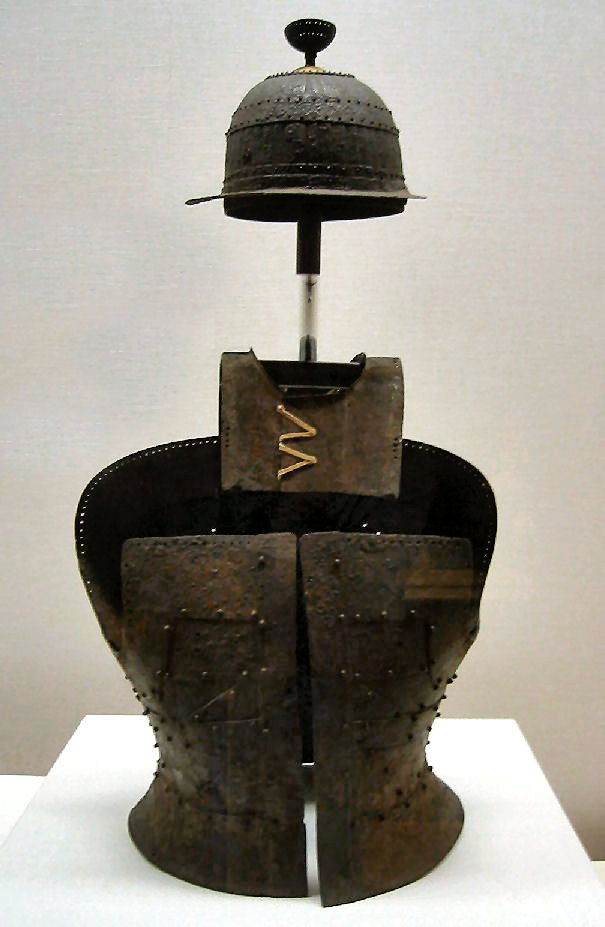
خوذة حديدية ودرع مع زينة برونزية تعود إلى فترة كوفون محفوظة في متحف طوكيو الوطني.

بحلول القرن الرابع كان عشيرة ياماتو قد استوطنت في سهل نارا وفرضت سيطرتها على المنطقة وتبادلت العلاقات الدبلوماسية مع ممالك كوريا الثلاثة والحكام الصينيين. وقوة ياماتو كانت كافية لإرسال جيش إلى غوغوريو في كوريا الذي سيطر على شبه الجزيرة الكورية، ولكنه دحر من شبه الجزيرة الكورية على يد القوات الصينية في 663. ولحماية اليابان أنشأ قاعدة عسكرية في كيوشو.
في نهاية فترة هييآن، ظهرت قوة الساموراي كقوة عسكرية وسياسية ودخلت اليابان في العصر الإقطاعي.

## العصر الإقطاعي
تتميز هذه الفترة بتحول المعارك عن المبارزات إلى شكل من أشكال التصادم بين العشائر بهدف السيطرة على اليابان. في فترة كاماكورا تمكنت اليابان من دحر الغزو المغولي لليابان وبدأ تجنيد المحاربين في جيوش وظهرت طبقة محاربي الساموراي كقادة وقوة النخبة. وبعد حوالي خمسين سنة من الصراعات للحصول على خلافة الإمبراطورية جاءت فترة موروماتشي لتعم فترة من السلام قبل أنهيار نظام الحكم. وتحولت اليابان إلى مقاطعات تحت حكم إقطاعيين قادت أرخبيل اليابان إلى 150 عاماً من حرب دامية.

## عصر ميجي (1868–1912)

### الحرب اليابانية الصينية (1894–1895)
دارت الحرب اليابانية الصينية بين اليابان وجيوش إمبراطورية تشينغ الصينية في شبه جزيرة كوريا، منشوريا، وساحل الصين. كان ذلك أول نزاع رئيسي بين اليابان وإحدى القوى العسكرية الكبرى في العصور الحديثة.
نشب النزاع في المقام الأول على كوريا، ولكن بعد ستة أشهر من الانتصارات المتواصلة التي حققتها قوات اليابان البرية والبحرية واستيلاء اليابان على ميناء ويهاي، دعت حكومة تشينغ اليابان إلى السلام في فبراير 1895.
بينت تلك الحرب فشل محاولات إمبراطورية تشينغ لتطوير جيشها والتصدي للمخاطر التي تهدد سيادتها، لا سيما إذا ما قورنت بمحاولات الإصلاح الناجحة في اليابان على يد ميجي. انتقل مركز السيادة الإقليمية في شرق آسيا لأول مرة في التاريخ من الصين لليابان، وأوقعت اليابان ضربة قاسية لهيبة إمبراطورية تشينغ والحضارة الصينية الكلاسيكية. أثارت هزيمة الصين وفقدانها دولة كوريا التابعة احتجاجًا شعبيًا غير مسبوق. فعلى مر العصور، كانت كوريا دولة خاضعة للصين وتابعة لعدة سلالات صينية، حتى وضعت الحرب اليابانية الصينية الأولى كوريا تحت سيطرة اليابان بالكامل.
انتهت الحرب بتوقيع اليابان والصين معاهدة شيمونوسيكي (下関条約). وبموجب تلك المعاهدة، أجبرت اليابان الصين على فتح موانيها للتجارة العالمية والتنازل عن الجزء الجنوبي من إقليم لياونينغ الصيني وجزيرة تايوان لصالح اليابان. اضطرت الصين كذلك إلى دفع تعويضات حرب قدرها 200 مليون تايل صيني. لم تعد كوريا تابعة للصين بعد تلك الحرب، وانضمت لدائرة النفوذ الياباني. ورغم ذلك فقدت اليابان معظم المكاسب التي جنتها من تلك الحرب بسبب التدخل الثلاثي من قبل روسيا وألمانيا وفرنسا في شروط معاهدة شيمونوسيكي. ضُمت كوريا إلى اليابان بالكامل بعد توقيع لي وان يونغ (رئيس وزراء كوريا) وماساتاكه تيراأوتشي (أول حاكم ياباني على كوريا) على المعاهدة اليابانية الكورية في عام 1910.

### الحرب اليابانية الروسية
عقب الحرب اليابانية الصينية الأولى، والإهانة التي تعرضت لها اليابان بعد اضرارها لإعادة شبه جزيرة لياودونغ للصين نزولًا على ضغط روسيا، شرعت اليابان في تجهيز قوتها العسكرية لمواجهة روسيا. دشنت اليابان خطة لبناء قوتها البحرية في غضون 10 سنوات تحت شعار «المثابرة والعزيمة» (臥薪嘗胆)، وجهزت فيها 109 سفينة حرب بإجمالي 200,000 طن، وازداد عدد أفراد طاقم البحرية من 15,100 إلى 40,800.

## العصر الحديث
عجزت اليابان عن منع القوى الغربية من إجبارها على الموافقة على معاهدات غير متكافئة تجحف بحقوق اليابان منذ زيارة الأميرال بيري الأولى في يوليو 1853، وذلك نظرًا لضعف القدرة العسكرية والصناعية لدى اليابان. إذ كانت قوات اليابان العسكرية مُهملة ومشتتة. ولذا اضطر الإقطاعيون في اليابان إلى توقيع عدة معاهدات مع الأمريكيين تُعرف بالمعاهدات غير المتكافئة.
بعدئذٍ قام إيغاوا هيداتاتسو ببناء ستة تحصينات مُزودة ببطاريات مدفعية على جزيرة أودايبا في خليج طوكيو في عام 1853 للدفاع عن شوغونية توكوغاوا. وكان الهدف منها الدفاع عن إيدو من أي غارات أمريكية أخرى. شرعت اليابان بعدئذٍ في تطوير قطاع الصناعة لبناء مدافع حديثة. أنشأ إيغاوا هيداتاتسو فرنًا عاكسًا لصهر المعادن وصبها في قوالب أجسام المدافع، وانتهى منه في عام 1857.
عزمت اليابان على أن تتجنب مصير البلاد الآسيوية الأخرى التي استعمرتها القوى الإمبريالية الغربية. أدرك الشعب الياباني ومعهم الإمبراطور ميجي أنه لا بد لليابان من مواكبة العصر الحديث حتى تحافظ على سيادتها وتصبح ندًا مكافئًا للقوى الاستعمارية الغربية. وفي عام 1868 استقال توكوغاوا يوشينوبو لتنتهي فترة حكم سلالة توكوغاوا والشوغونات بصفة عامة. طورت اليابان قدراتها العملية ونظامها السياسي تحت حكم الإمبراطور ميجي في فترة إصلاح ميجي. أفضى ذلك إلى تغير هائل في بنية اليابان السياسية والاجتماعية انطلاقًا من فترة إيدو وحتى بداية عصر ميجي. شرعت اليابان آنذاك في «استقاء الحكمة من جميع أرجاء العالم» وباشرت مشروعًا طموحًا يهدف إلى الإصلاح العسكري والاجتماعي والسياسي والاقتصادي. وبذلك تحولت اليابان من مجتمع إقطاعي منعزل إلى دولة قومية صناعية حديثة وقوة عظمى ناشئة في غضون جيل واحد فقط.
بعد فترة طويلة من السلم، تسلحت اليابان وواكبت العصر الحديث بسرعة من خلال توريد الأسلحة الغربية في بادئ الأمر، ثم صناعتها محليًا، حتى تمكن اليابانيون أخيرًا من صناعة أسلحتهم الخاصة. كانت اليابان أول بلد غير أوروبي يتجه للصناعة. وفي الحرب اليابانية الروسية (1904–1906) كانت اليابان أول بلد آسيوي حديث يشن حربًا على بلد أوروبي. وفي عام 1902، أصبحت اليابان أول بلد آسيوي يوقع على معاهدة دفاع مشترك مع بلد أوروبي، بريطانيا.
تأثرت اليابان بالفكر الإمبريالي الغربي في آسيا، ما أدى بها أن تسلك سلوك القوى الاستعمارية. كانت اليابان آخر القوى العظمى التي دخلت سباق الاستعمار العالمي. توسعت إمبراطورية اليابان بسرعة شديدة في الفترة 1895–1942، وصارت من أكبر الإمبراطوريات في التاريخ. شملت الإمبراطورية اليابانية أجزاءً من منشوريا، والصين، وإندونيسيا، والفلبين، وماليزيا، وبابوا غينيا الجديدة، ومستعمرة الهند الصينية الفرنسية، وبورما، وعدة جزر في المحيط الهادئ. وبحلول عام 1937 كانت قدرة اليابان الصناعية تعادل سدس قدرة الولايات المتحدة. اعتمدت الصناعة اليابانية على شحن المواد الخام من أقاليم اليابان فيما وراء البحار والتوريدات الأجنبية. أدت سلسلة من الحصارات الاقتصادية الصارمة من تدبير الولايات المتحدة (مثل منع تصدير النفط لليابان في الفترة 1940–1941) إلى دخول الإمبراطورية اليابانية حربًا مع الولايات المتحدة.

### فترة ميجي

#### الحرب اليابانية الصينية الأولى
بدأت هذه الحرب في 1.8.1894 وانتهت في 30.4.1895 ودارت رحاها بين الامبراطورية الصينية والامبراطورية اليابانية. أفضت المحادثات إلى التوقيع على معاهدة شيمونوسيكي يوم 17 أبريل 1895 م والتي كرست انتصار اليابان. ضمت الأخيرة على إثرها جزيرة فورموز (تايوان اليوم)، أرخبيل البيسكادوريس (بنتشو اليوم) وشبه جزيرة لياودونغ. إلا أنه وأمام تدخل القوى الغربية (روسيا ألمانيا وفرنسا) استعادت الصين هذه الأخيرة.

### فترة شووا - الحرب العالمية الثانية
قام جيش كوانتونغ بغزو منشوريا في شمال شرق الصين عام 1931، بعد حادثة موكدين التي ادعوا فيها أنهم هوجموا من قبل الصينيين.

## اقرأ أيضاً
- تاريخ عسكري
- الحرب العالمية الثانية
- جيش اليابان الإمبراطوري
- حادثة مارس
- حادثة الأكاديمية العسكرية
- تاريخ اليابان